# Phyllida Barlow
Dame Gillian Phyllida Barlow DBE RA (* 4. April 1944 in Newcastle upon Tyne; † 12. März 2023) war eine britische Gegenwartskünstlerin. Sie war Professorin für Bildende Kunst an der Slade School of Fine Art in London.

## Leben und Wirken
Die in London lebende Phyllida Barlow war Tochter von Erasmus Darwin Barlow. Im Jahr 1966 heiratete sie Fabian Peake, den Sohn des Schriftstellers und Illustrators Mervyn Peake.
Sie absolvierte von 1960 bis 1963 die Chelsea School of Art und wechselte auf die Londoner Slade School of Art in den Jahren 1963 bis 1966.
Barlow erstellte ab den 1960er Jahren ihr umfangreiches Œuvre, das überwiegend aus raumgreifenden Skulpturen, aber auch Gemälden besteht. Ihr Formenvokabular besteht aus Alltagsgegenständen wie Schildern, Fahnen, Betonpollern und städtischen Lebensresten, die sie mit Farb- und Materialschichten überzog. Diese offenen Zeichen bewirken eine Dynamisierung des Raums.
Aus der Beschäftigung mit Alltagsgegenständen entstehen Barlows Kunstwerke.
Ihre Werke stellen die Rolle des bildhauerischen Gegenstandes in der zeitgenössischen Kultur in Frage. Von der Verarbeitung der Alltagsgegenstände inspiriert, soll der Betrachter die Welt mit anderen Augen sehen. Die meisten Werke werden nach einer Exposition zerstört. Dies betont den Gegenwartsaspekt.
Barlow gehörte zu der 1913 gegründeten The London Group.

### Dozentin
Von 1966 bis 1967 unterrichtete Barlow an der Bristol  School of Art. Zwischen 1967 und 1978 war sie an der Slade School of Fine Art in London als Professorin tätig. Während ihrer Auszeit von der Lehrtätigkeit an der Slade School zwischen 1978 und 1983 lehrte sie in Brighton und Camberwell. Danach kehrte sie als Professorin an die Slade School zurück.
Zu ihren Schülern gehörten Rachel Whiteread, Steven Pippin, Douglas Gordon, Spartacus Chetwynd, Bill Woodrow, Angela De la Cruz und Eva Rothschild.

### Ausstellungen

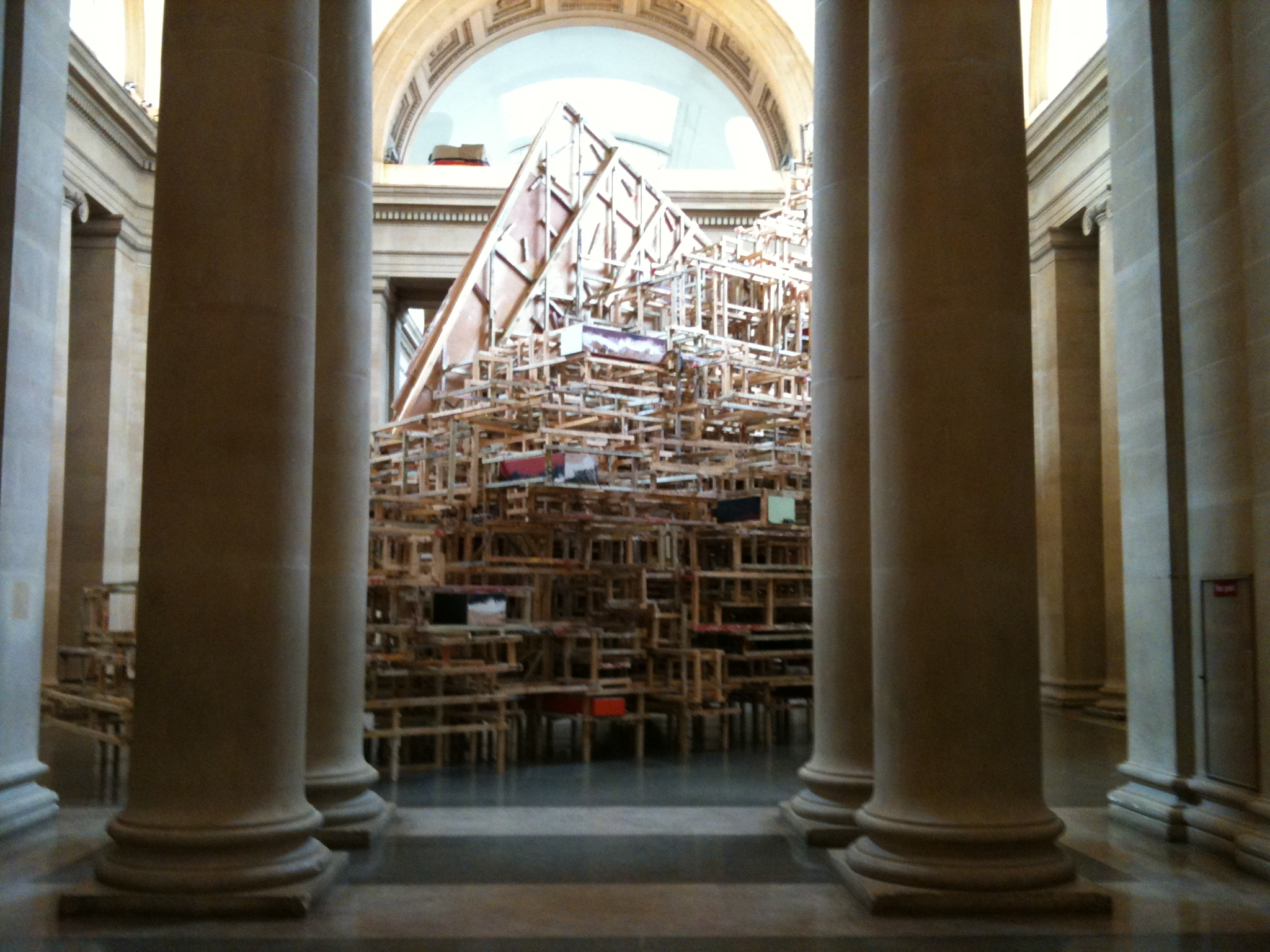
Objekt zur Ausstellung „Dock“ bei Tate Britain, 2014

- 1965–1975 London Group; Young Contemporaries
- 1973 Calouste Gulbenkian Gallery, Newcastle
- 1975 Gallery 21, London mit Fabian Peake
- im Museum für Gegenwartskunst in Basel
- Kunsthall Bergen, Norwegen
- 2010: Nairy Baghramian and Phyllida Barlow., Serpentine Gallery, London.[3]
- Einzelausstellung im Studio Voltaire in London
- 2010 Einzelausstellung in der Bawag Foundation in Wien
- 2010/11 Kunstverein Nürnberg – Albrecht Dürer Gesellschaft. Während ihrer Ausstellung in Nürnberg 2010 hielt sie einen Gastvortrag in der Akademie der Bildenden Künste Nürnberg.
- 2021 ab März Retrospektive „Phyllida Barlow. frontier“ im Haus der Kunst in München
- 2023 „Breach“ im Sprengel Museum Hannover

### Bühnenbild
2021 schuf Barlow das Bühnenbild zu einer Produktion der Mozartoper Idomeneo der Bayerischen Staatsoper für die Münchner Opernfestspiele.

### Kunstpreise
Den mit 10.000 € dotierten Kunstpreis Aachen erhielt Phyllida Barlow am 13. Mai 2012 von Chris Dercon, dem Direktor der Londoner Tate Modern im Aachener Ludwig Forum für Internationale Kunst. Der Einfluss ihrer Arbeiten auf die internationale Kunstszene veranlasste die Jury zur Wahl der Künstlerin.
In diesem Zusammenhang wurden 2012 ihre Werke in einer Einzelausstellung im Aachener Ludwig Forum für Internationale Kunst präsentiert.
2022 wurde Barlow mit dem Kurt-Schwitters-Preis ausgezeichnet.

### Persönlicher Adelsstand
2021 wurde sie als Dame Commander des Order of the British Empire (DBE) geadelt.